# 歡遊舍彥山站

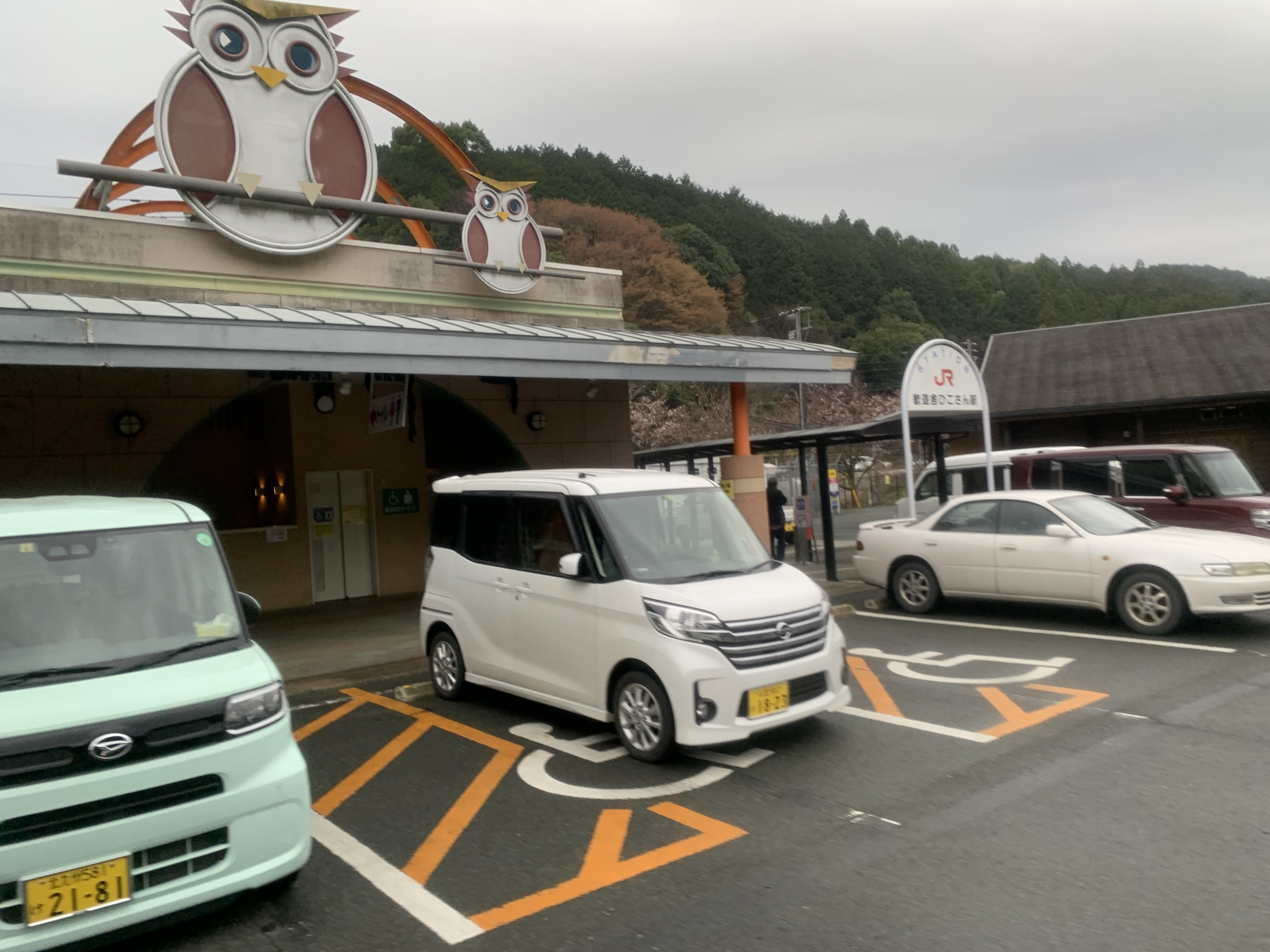
停駛後仍掛上JR九州標誌的車站入口（2021年3月）

歡遊舍彥山站（日语：／ Kanyūsha-Hikosan eki */?）是位於福岡縣田川郡添田町，九州旅客鐵道（JR九州）日田彥山線BRT（BRT彥星線）的車站。先前原為日田彥山線的鐵道車站。
鐵路車站月台設於道之驛歡遊舍彥山的後方，是作為添田町的地域自立促進項目的一環而設置的車站。亦是日本少數設於道之驛內的鐵道車站。

## 車站構造
本站不論是鐵路車站或是BRT車站，都是採用簡易車站模式運作。不設有獨立的站房。

### BRT月台
BRT車站設於車路入口、「餅工房」外的木長櫈處。採用直立式站牌，上、下行班次均使用同一個月台。至於顯示班次的LED屏幕則設於道之驛內。
| 路線                        | 上下行         | 方向     | 備註 |
| --------------------------- | -------------- | -------- | ---- |
| ■日田彥山線BRT（BRT彥星線） | 上行           | 添田方向 |      |
| 下行                        | 彥山、日田方向 |          |      |

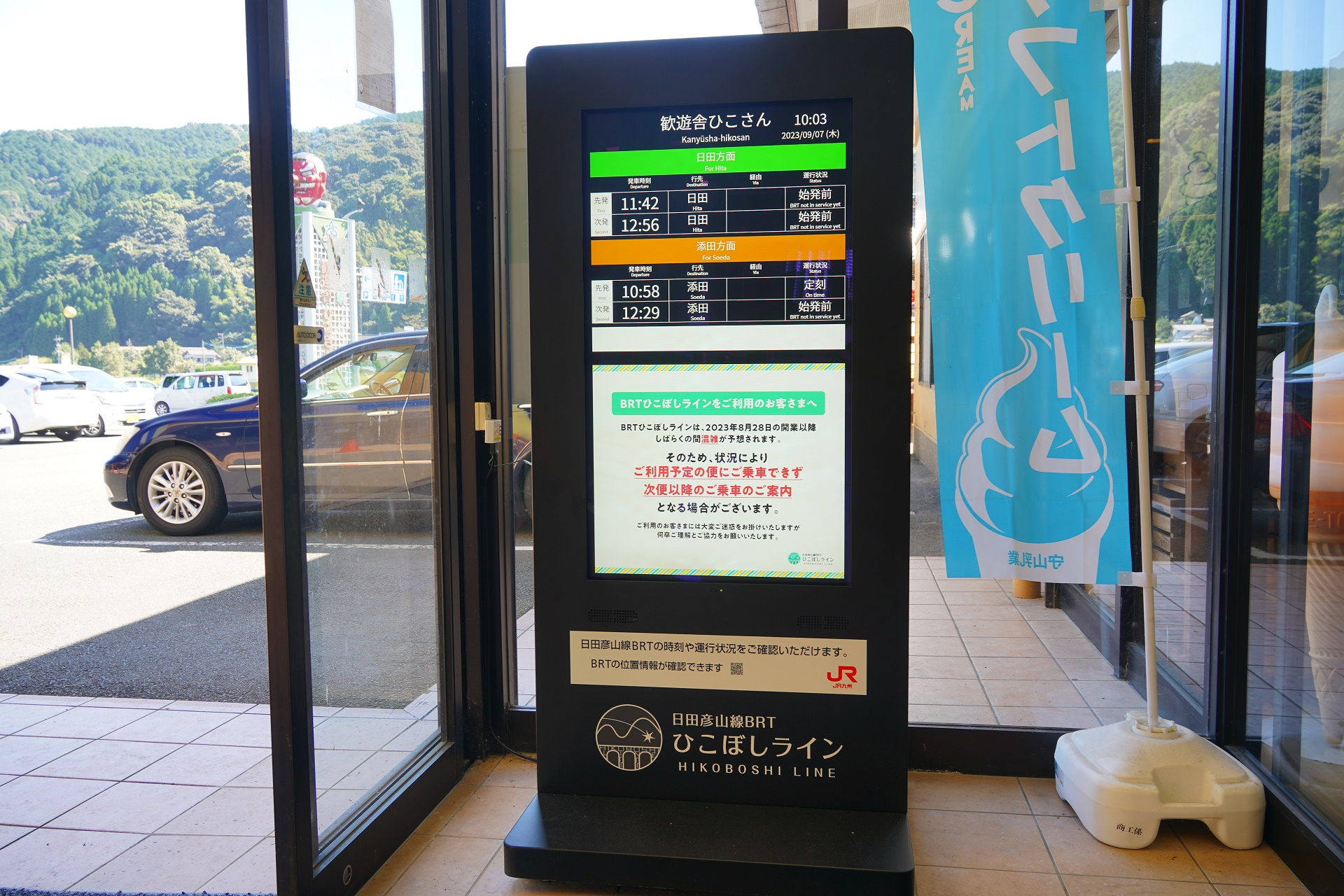
位於BRT月台前方、道之驛入口內側的BRT LED班次顯示屏（2023年9月）

### 原鐵路月台
位於建築物後方，出入口位於建築物最北端，全以鋼架及水泥板所搭成，長度約為70米，有效長度為3輛。車站出入口則位於站之驛的最北端，以鐵架及鐵板上蓋作為通過，直通至月台入口。入口兩側設有共長20米、以金屬架及膠板所蓋成的有蓋候車亭。並設有兩張木製長櫈。
因應BRT工程並決定不再使用原有月台，現時已改成為月台對面山邊的遊樂設施「Forest Adventure Soeda」的付款處及入口，原有的候車亭則改為售票處、放置儲物櫃及儲物室，月台外的路軌部份則加高至與月台同水平，並與原有月台改為等候區及休息區，除了放置了木枱和木座椅，也加裝了以木條砌成的上蓋和圍欄，至於部份原置於路軌的枕木，亦用重置於其餘的月台邊沿以防止遊人滑落。
在月台擴建部份的北端，同時加設了前往路軌的樓梯，並透過原來的平交道，通往對面的「Forest Adventure Soeda」活動區。
列車靠站時，往彥山方向為左側上落；往日田方向為右側上落。
| 路線        | 上下行                            | 方向                              | 備註 |
| ----------- | --------------------------------- | --------------------------------- | ---- |
| ■日田彥山線 | 上行                              | 田川後藤寺、經■日豐本線往小倉方向 |      |
| 下行        | 彥山、日田、經■久大本線往大分方向 |                                   |      |

## 歷史
- 2007年10月：開始建設新站。
- 2008年3月15日：車站啟用[1]。
- 2017年：

- 7月5日：因受2017年7月九州北部暴雨影響使車站暫停營業。
- 8月16日：開設添田～彥山間JR替代巴士。

- 2023年8月28日：車站改為BRT車站後，重新啟用，候車處改於道之驛入口處[5][6]。

## 使用狀況
《福岡縣統計年鑑》及「添田町統計網頁」均沒有本站的使用記錄。
而JR九州自2016年度起只公佈最多使用量的首300個車站後，本站因未能打入而未有顯示實質人數，同時又因每年的日均使用人數均少於100人，結果連排行榜後以「超過100人」的附錄形式收錄也沒有。不過在2023年度，JR九州公佈了BRT彥星線的各車站使用量。
| 年度 | 一日平均 乘車人次 | 參考資料   |
| ---- | ----------------- | ---------- |
| 2016 | <100              | [ 統計 1 ] |
| 2017 | <100              | [ 統計 2 ] |
| 2018 | 暫停運作          | [ 統計 3 ] |
| 2019 | 暫停運作          | [ 統計 4 ] |
| 2020 | 暫停運作          | [ 統計 5 ] |
| 2021 | 暫停運作          | [ 統計 6 ] |
| 2022 | 暫停運作          | [ 統計 7 ] |
| 2023 | 15                | [ 統計 8 ] |

## 相鄰車站
九州旅客鐵道（JR九州）
■日田彥山線BRT（BRT彥星線）
野田－歡遊舍彥山－貴船橋

### 統計數據
1. ↑   (PDF). 九州旅客鉄道. 2017-07-31  [2017-08-01]. （原始内容 (PDF)存档于2017-08-01）.
2. ↑   (PDF). 九州旅客鉄道.   [2019-05-20]. （原始内容 (PDF)存档于2018-07-17）.
3. ↑   (PDF). 九州旅客鉄道.   [2019-07-27]. （原始内容存档 (PDF)于2019-07-12）.
4. ↑   (PDF). 九州旅客鉄道.   [2020-12-26]. （原始内容存档 (PDF)于2020-11-24）.
5. ↑   (PDF). 九州旅客鉄道.   [2021-09-15]. （原始内容存档 (PDF)于2022-02-27）.
6. ↑   (PDF). 九州旅客鉄道.   [2022-08-26]. （原始内容 (PDF)存档于2022-08-26） （日语）.
7. ↑   (PDF).   [2024-12-30]. （原始内容存档 (PDF)于2023-09-06）.
8. ↑  駅別乗車人員上位300駅（2023年度） （页面存档备份，存于），JR九州。

## 外部連結
- JR九州歡遊舍彥山(BRT)站 （页面存档备份，存于）（日語）